# Келлер Станіслав Юліанович
Станіслав Юліанович Келлер (1894, Колоколин — ?, Львів) — доцент (1940), кандидат технічних наук (1940), ректор Українського поліграфічного інституту ім. Івана Федорова (1945—1952).

## Біографія
Народився в 1894 році в селі Колоколинi Рогатинського повіту Станиславівського воєводства Польщі (тепер Івано-Франківська область) в родині робітника. Батько помер, коли Станиславові було три роки. З десяти літ почав працювати ковалем-слюсарем механічних майстерень. З 1915-го по 1919 рр. служив в Австро-Угорській армії, у 1919—1921 рр. — у Робітничо-Селянській Червоній Армії.
З 1922-го по 1924 рр. С. Ю. Келлер навчається на робітфаку Київського політехнічного інституту. Після його завершення вступає на механічний факультет КПІ, який закінчує у 1929 р. Захистив кваліфікаційну працю «Проект цукроварні» зі спеціальності технологія сільськогосподарських виробів. Після закінчення інституту залишається там працювати.

## Наукова та викладацька діяльність
У 1930—1931 рр. С. Ю. Келлер — директор Смілянського цукрового інституту (м. Сміла, тепер Черкаської області). У 1931—1934 рр. завідує кафедрою енергетики Київського хіміко-технологічного інституту.
У 1932 р. у видавництві «Укртехвидав» побачила світ книга Келлера «Локомобили и эксплуатация их».
1934 р. повертається до КПІ (у якому працює до 1945 р.), де у 1940 р. на відкритому засіданні ради теплотехнічного факультету Київського індустріального інституту (так тоді називався КПІ — авт.) Келлер захистив дисертацію «Исследование вопросов теории и расчета инжектора» на здобуття наукового ступеня кандидата технічних наук. Цього ж року ВАК затвердив С. Ю. Келлера у вченому званні доцента по кафедрі теоретичної та загальної теплотехніки.
Під час Німецько-радянської війни разом з КПІ перебував в евакуації в місті Ташкенті, де працював у Середньоазіатському індустріальному інституті.
З 1945-го по 1952 рр. С. Ю. Келлер працював директором Українського поліграфічного інституту (УПІ) та завідувачем кафедри нарисної геометрії і графіки того ж закладу. У цей період інститут, повністю зруйнований за роки війни у Харкові, практично наново організовано та відновлено у Львові: створено новий редакційно-видавничий факультет, укомплектовано 14 кафедр, розгорнуто роботу нових курсів на технологічному та економічному факультетах, укомплектовано адміністративний та технічний апарати.
Згодом С. Ю. Келлер переходить на постійну роботу до Львівського сільськогосподарського інституту: спочатку на посаду завідувача кафедри тракторів та автомобілів (1952—1953), потім завідувача кафедри теплотехніки і термодинаміки (1953—1962, 1964—1972); працював деканом факультету механізації та електрифікації сільського господарства (1960—1963). У 1954 р. у видавництві «Машиностроение» («Машгиз») побачила світ книга «Инжекторы» підготовлена доц. Келлером.
У 1954 р. у видавництві «Машиностроение» («Машгиз») побачила світ книга «Инжекторы», підготовлена доц. Келлером.
У 1962—1964 і 1972—1976 рр. Станіслав Юліанович — доцент кафедри тракторів та автомобілів. Вийшов на пенсію у 1976 р.
Працюючи у сільськогосподарському інституті продовжував викладати теплотехніку в УПІ за сумісництвом (до 1959 р.).
Помер та похований у Львові, на 62 полі Личаківського цвинтаря.

## Політична та громадська діяльність
Обирався депутатом Сталінської районної Ради депутатів трудящих м. Львова.

## Нагороди
Нагороджений орденом:
- «Знак Почета»

Медалями:
- «За доблестный труд. В ознаменование 100-летия со дня рождения В. И. Ленина»,
- «За трудовую доблесть в годы Великой Отечественной войны 1941—1945 гг.»